# Garuleum
Garuleum, biljni rod iz porodice glavočika (Asteraceae) raširen  Južnoj Africi. Pripada mu 7 vrsta vazdazelenih trajnica iz južne Afrike
Latinsko ime roda moguće da je pogrešno napisano ime caeruleum = tamnoplav; odnosi se na tamnoplavu boju rubnih ženskih cvjetića.

## Vrste
1. Garuleum bipinnatum Less.
2. Garuleum latifolium Harv.
3. Garuleum pinnatifidum DC.
4. Garuleum schinzii O.Hoffm.
5. Garuleum sonchifolium (DC.) Norl.
6. Garuleum tanacetifolium (MacOwan) Norl.
7. Garuleum woodii Schinz